# Idaea paraplesia
Idaea paraplesia là một loài bướm đêm trong họ Geometridae.